# Brüsseler Spitzen
Der Ausdruck Brüsseler Spitzen bezeichnet Spitzenklöppeleierzeugnisse (z. B. für Krägen, Manschetten und Kleider), für die Brüssel circa 1700 ein Produktionsschwerpunkt wurde.

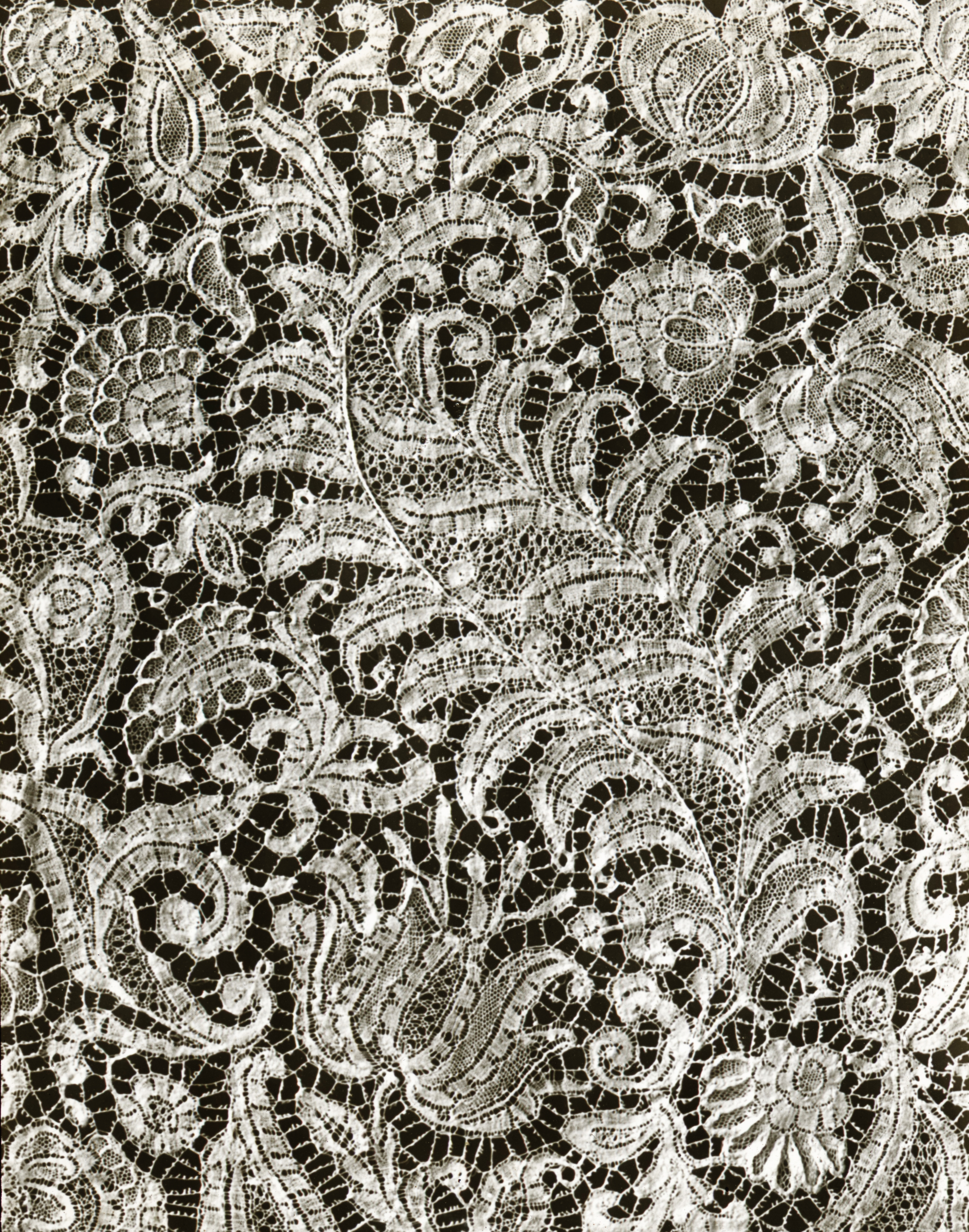
Brüsseler Spitze, um 1800
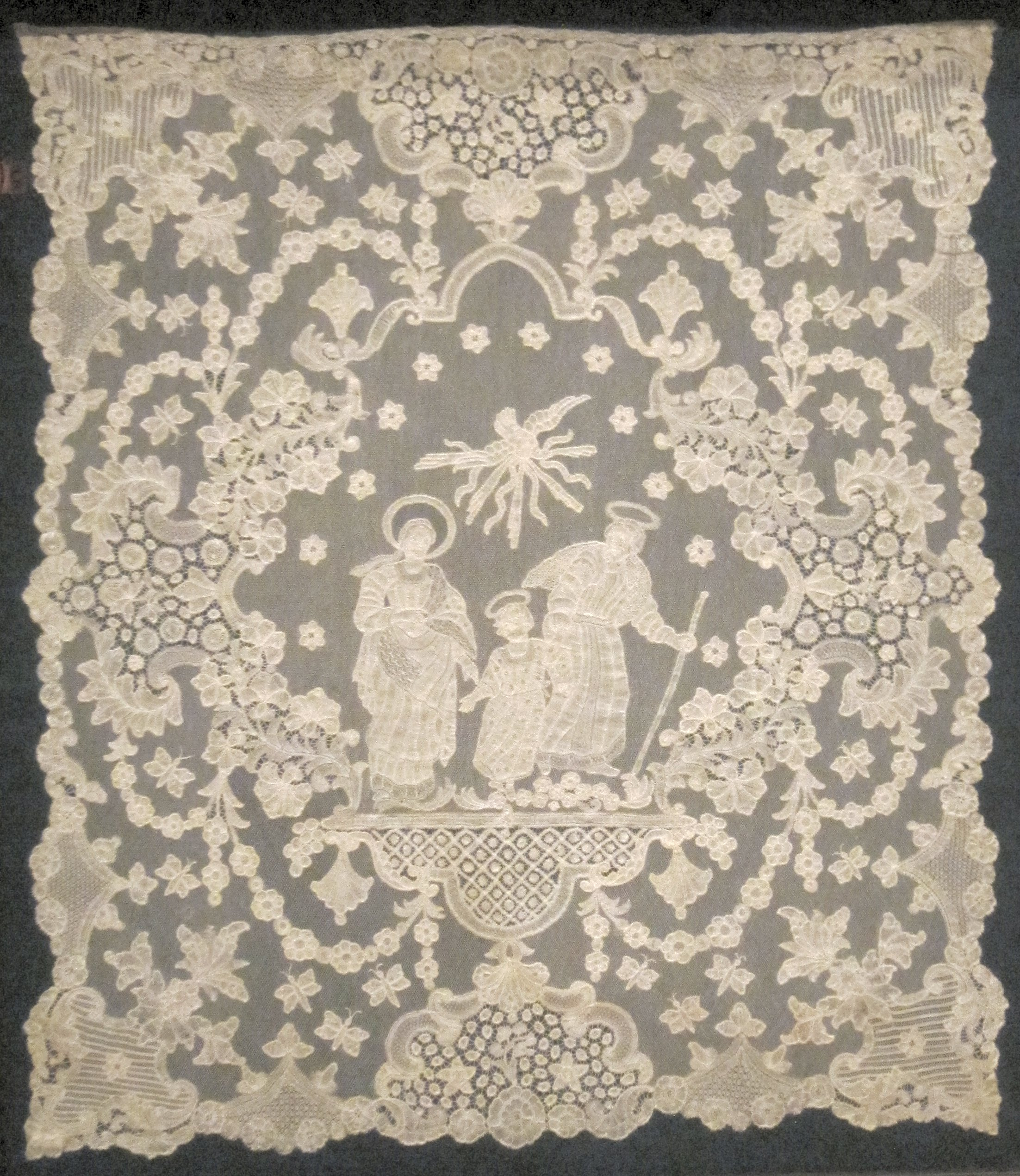
Schleier aus Brüsseler Spitze, 1690/1700

„Brüsseler Spitzen“ haben größere Bedeutung in der Medienberichterstattung, wenn auf Ebene der Spitzenpolitik EU- oder NATO-Themen zur Sprache kommen.
Auch das belgische Nationalgericht Chicorée wird im deutschen Sprachraum scherzhaft als „Brüsseler Spitzen“ bezeichnet.